# Puig Pedrós (l'Espluga Calba)
El Puig Pedrós és una muntanya de 585 metres que es troba entre els municipis de Senan, a la comarca de la Conca de Barberà i de Fulleda i l'Espluga Calba, a la comarca catalana de les Garrigues.